# Лесь Гомін
Короле́вич Олекса́ндр Дми́трович, літературний псевдонім — Лесь Го́мін (30 березня 1900, Черкаси — † 16 січня 1958, Черкаси) — письменник доби Розстріляного відродження.

## Біографічні відомості
Лесь Гомін народився 30 березня 1900 року в Черкасах у сім'ї візника.
Про свої молоді роки письменник згадував: 
| «Із 1918 до 1924 року вчився в Києві. Під час громадянської війни (лютий, 1920 рік) я добровільно вступив до Червоної Армії, працював на відповідальних постах по мобілізації людей і транспорту, по боротьбі з бандитизмом і дезертирством. Як закінчилась громадянська війна, я потрапив до Київського всеобучу інструктором і тоді, працюючи, закінчував освіту (Київський ІНО). Демобілізований у червні 1924 року. Відтоді починається моя громадсько-літературна робота» |
Писати Гомін почав іще 1919 року. Кілька його віршів, нарисів та оповідань були надруковані в періодиці. Систематичну професійну роботу він почав в окружній газеті «Радянська думка» (Черкаси), де тривалий час працював разом із Семеном Скляренком.
Лесь Гомін — автор збірки оповідань «Контрольні цифри» (1931), п'єси «Маски» (1933). 1934 року Держлітвидавом України було підготовлено до видання його роман «Голгофа», який частково друкувався в літературно-художньому журналі «Металеві дні». Проте окремою книгою роман побачив світ тільки 1959 року, коли письменника вже не було серед живих.
Поки що не відомо, коли заарештовано Леся Гомона: судово-слідчу справу донині не віднайдено. Єдине, що збереглося в архіві Спілки письменників, — копія довідки, виданої 4 грудня 1958 року громадянці Королевич Ф. О. про те, що «постановою президії Верховного суду УРСР від 2.XII.1958 р. вирок Одеського обласного суду від 10.ХІ.1935 р., ухвала Верховного суду УРСР від 27.1.1936 р. і постанова президії Верховного суду УРСР від 1.VII.1936 р. щодо Королевича Олександра Дмитровича, українського письменника, скасовані, а справу припинено за недоведеністю складу злочину».
Помер Лесь Гомін 16 січня 1958 року в Черкасах.